# Meroglossa torrida
Meroglossa torrida är en biart som först beskrevs av Smith 1879.  Meroglossa torrida ingår i släktet Meroglossa och familjen korttungebin. Inga underarter finns listade i Catalogue of Life.

## Bildgalleri

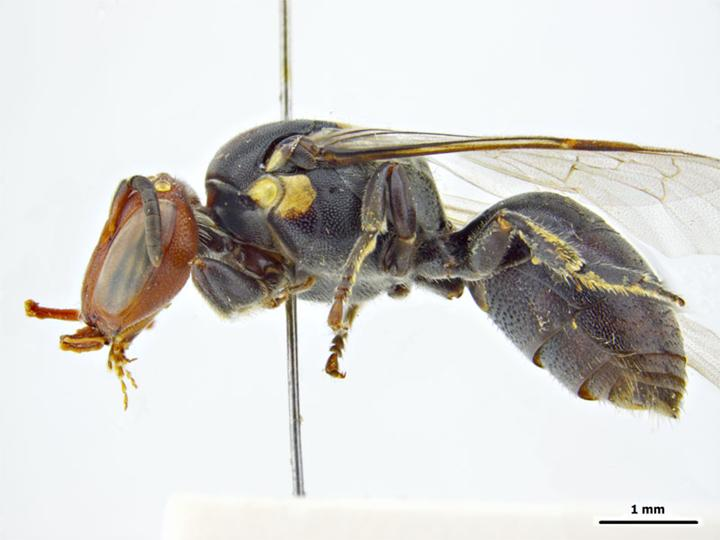
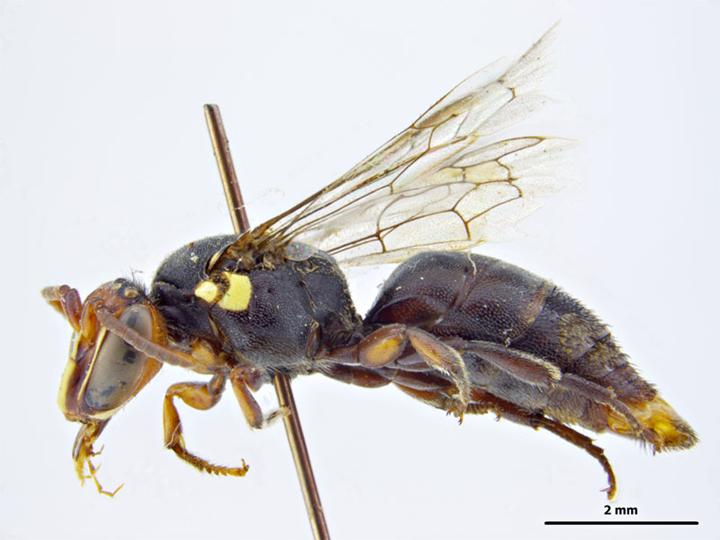